# Vozka
Vozka är ett berg i Tjeckien.   Det ligger i regionen Olomouc, i den östra delen av landet, 190 km öster om huvudstaden Prag. Toppen på Vozka är 1 377 meter över havet, eller 102 meter över den omgivande terrängen. Bredden vid basen är 1,4 km. Vozka ingår i Hrubý Jeseník.
Terrängen runt Vozka är huvudsakligen kuperad.Runt Vozka är det glesbefolkat, med 19 invånare per kvadratkilometer. Närmaste större samhälle är Jeseník, 10,9 km nordost om Vozka. I omgivningarna runt Vozka växer i huvudsak blandskog.